# شاوارش باسه‌نتسیان
شاوارش باسه‌نتسیان (ارمنی: Շավարշ Բասենցյան؛ زادهٔ ۱۸۷۴ - درگذشته ۱۳ نوامبر ۱۹۳۷) یک فدایی اهل ارمنستان بود.

## زندگی‌نامه
در ۱۸۷۴ میلادی به دنیا آمد   وی در ۱۳ نوامبر ۱۹۳۷ در سن ۶۳ سالگی درگذشت .